# Adaptive Hypermedia-Systeme
Adaptive Hypertext- und Hypermedia-Systeme (auch AH-Systeme) sind Systeme, die Eigenschaften von Benutzern in ein Benutzermodell aufnehmen und durch Anwendung des Modells ihre sichtbaren Inhaltsobjekte benutzerspezifisch anpassen.

## Eigenschaften
Adaptive Hypertext- und Hypermedia-Systeme sind dadurch gekennzeichnet, dass sie
1. auf Hypertext oder Hypermedia basieren,
2. ein Benutzermodell implementieren,
3. ihre Inhalte gemäß ihrem Benutzermodell anpassen können.

Im Gegensatz zu personalisierbaren Hypermedia-Systemen, bei denen Anpassungen und Auswahl der Inhalte durch den Benutzer selbst vorgenommen werden, passen sich adaptive Systeme automatisch an den jeweiligen Benutzer an.
Bei der Analyse von adaptiven Systemen wird häufig zwischen folgenden Dimensionen unterschieden:
1. Wo kann ein adaptives System hilfreich sein?
2. Auf Basis welcher Eigenschaften des Benutzers passt sich das System an?
3. Was wird angepasst?
4. Was sind die Ziele der Anpassung?

## Beispiele
Ein Lernprogramm erklärt verschiedene Konzepte und hat festgestellt, dass ein Benutzer sich bereits intensiv mit Konzept A beschäftigt hat. Für die Erklärung von Konzept B kann das Lernprogramm direkte Vergleiche zu A einsetzen. Kann das Lernprogramm dagegen nicht davon ausgehen, dass Konzept A bereits bekannt ist, dann wird es Konzept B auf andere Art erklären.
Ein Lernprogramm blendet Verweise auf Konzepte aus, die gemäß dem aktuellen Wissensstand des Benutzers noch nicht verständlich sind.